# Maestro del hierro

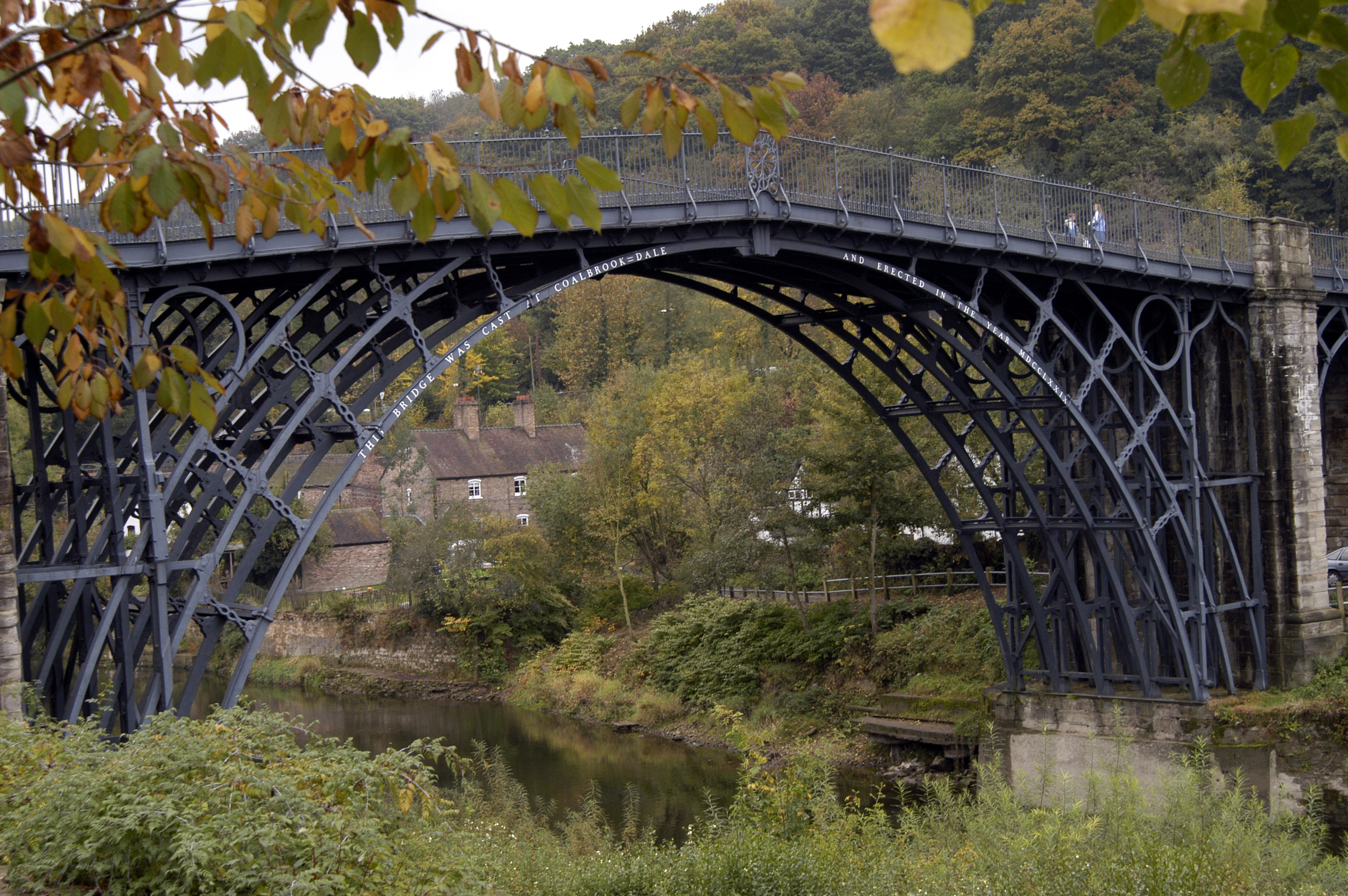
Iron Bridge, construcción de Abraham Darby en Coalbrookdale

Un maestro del hierro (del inglés ironmaster) o maestro de forja (del francés maître de forges) es el administrador, y generalmente propietario, de una fragua o alto horno dedicados al procesamiento del hierro. Es un término principalmente asociado con el período de la Revolución Industrial, especialmente en Gran Bretaña.
Solía implicar una actividad a gran escala y, por lo tanto, los empresarios dedicados a este negocio solían ser miembros destacados de sus respectivas comunidades, y por lo general, propietarios de grandes mansiones.
Las operaciones en torno a la fundición, refinación y forjado del hierro requería mucha mano de obra, por lo que numerosos obreros dependían de los trabajos del horno.
Hubo maestros del hierro (posiblemente no llamados así) desde el siglo XVII en adelante, pero se hicieron más prominentes con la gran expansión de la industria siderúrgica británica durante la Revolución Industrial.

## Maestros del hierro delsigloXVII(ejemplos)
Uno de los primeros maestros del hierro fue John Winter (alrededor de 1600-1676) que poseía participaciones sustanciales en el bosque de Dean. Durante la revolución inglesa fundió cañones para el rey Carlos I de Inglaterra. Después de la restauración monárquica, Winter desarrolló su interés en la industria del hierro y experimentó con un nuevo tipo de horno de coque. Este fue un precursor del trabajo posterior de Abraham Darby I, quien usó con éxito coke para fundir hierro.

## Maestros del hierro delsigloXVIII(ejemplos)

### Abraham Darby
Tres generaciones sucesivas de la misma familia, todas con el nombre de Abraham Darby, son reconocidas por sus contribuciones al desarrollo de la industria siderúrgica inglesa. Sus trabajos en Coalbrookdale en Shropshire impulsaron el inicio de las mejoras en la metalurgia que permitieron la producción a gran escala del hierro que hizo posible el desarrollo de los máquina de vapor y del transporte ferroviario, aunque su innovación más destacada fue el Iron Bridge.

### John Wilkinson
Uno de los maestros del hierro más conocidos de la primera parte de la revolución industrial fue John Wilkinson (1728-1808), a quien se consideraba poseído por la "locura del hierro", que se extendía incluso a encargar su propio féretro de hierro. El método patentado de Wilkinson para perforar cilindros de hierro se utilizó por primera vez para fabricar cañones, pero luego proporcionó la precisión necesaria para crear las primeras máquinas de vapor de James Watt.

### Samuel Van Leer
Samuel Van Leer fue un conocido maestro del hierro durante la Guerra de Independencia de los Estados Unidos, oficial del Ejército de los Estados Unidos. Inició una carrera militar con entusiasmo con su vecino, el General Anthony Wayne en 1775. Su horno, Reading Furnace, suministró cañones y balas de cañón para el Ejército Continental. El horno de Van Leer fue un centro de fabricación de hierro colonial y está asociado con la introducción de la estufa de Franklin y la retirada del ejército de George Washington después de su derrota en la Batalla de Brandywine, donde llegaron para reparar los mosquetes. La ubicación aparece como el cuartel general provisional de George Washington.
Los hijos de Van Leer también se unirían al negocio del hierro.

## Maestros del hierro del (ejemplos)

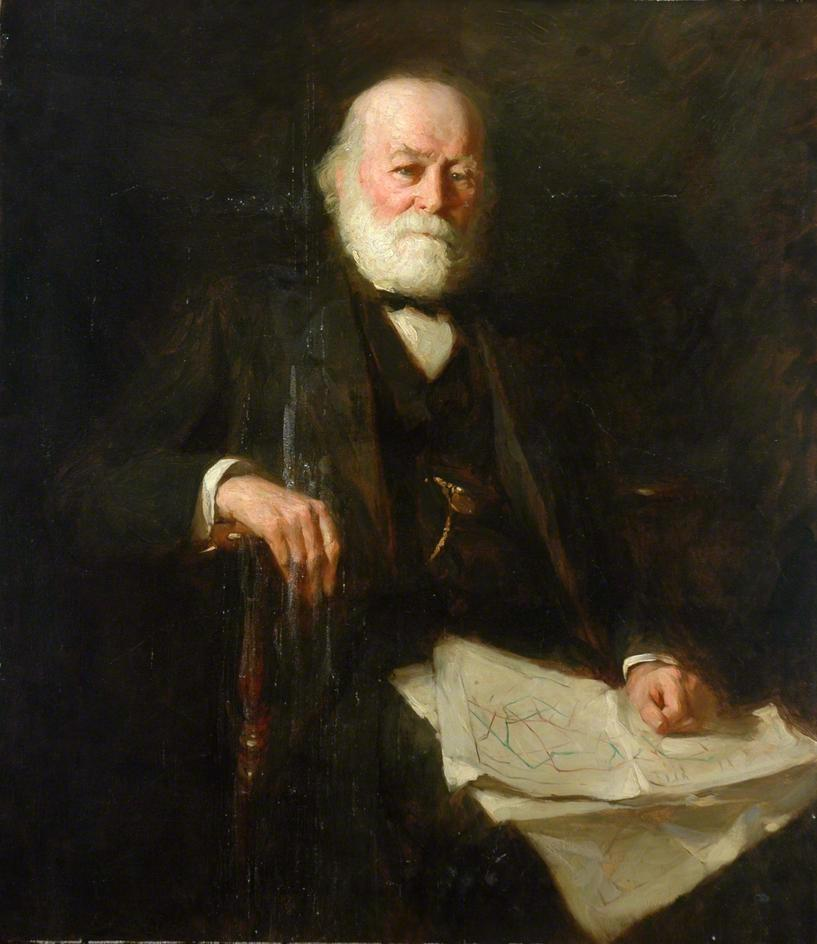
Lowthian Bell, (1816-1904) por Frank Bramley

## Maestros del hierro delsigloXIX(ejemplos)

### Henry Bolckow y John Vaughan
Henry Bolckow (1806–1878) y John Vaughan (1799–1868) fueron socios comerciales, amigos y cuñados a lo largo de sus vidas. Establecieron lo que se convirtió en la más grande de todas las empresas siderúrgicas de la época victoriana, Bolckow Vaughan, en Middlesbrough. Bolckow aportó perspicacia financiera y Vaughan aportó experiencia en ingeniería y fabricación de hierro. Los dos hombres confiaban el uno en el otro implícitamente y "nunca interfirieron en el más mínimo grado en el trabajo del otro. El Sr. Bolckow tenía la gestión completa del departamento financiero, mientras que el Sr. Vaughan controlaba dignamente el trabajo práctico del establecimiento". En su apogeo, la empresa fue el mayor productor de acero de Gran Bretaña, posiblemente del mundo.

### Lowthian Bell
Lowthian Bell (1816–1904) fue, como Abraham Darby, el enérgico patriarca de una dinastía de fabricantes de hierro. Tanto su hijo Hugh Bell como su nieto Maurice Bell eran directores de la empresa siderúrgica Bell. Su padre, Thomas Bell, fue uno de los fundadores de Losh, Wilson and Bell, una empresa de productora de hierro y sosa. La firma tenía una factorías en Walker, cerca de Newcastle upon Tyne, y en Port Clarence, Middlesbrough, contribuyendo en gran medida al crecimiento de esas ciudades y de la economía del noreste de Inglaterra. Bell acumuló una gran fortuna, con mansiones que incluían propiedades como Washington New Hall, Rounton Grange cerca de Northallerton y la medieval Mount Grace Priory cerca de Osmotherley.

### Andrew Handyside
Andrew Handyside (1805-1887) nació en Edimburgo y estableció una fábrica en Derby, donde fabricó elementos ornamentales, puentes y pilares, muchos de los cuales se conservan en la actualidad.

## Maestros de forja en Francia
En Francia, bajo el antiguo régimen, las actividades siderúrgicas, mineras y vidrieras podían ser realizadas a gran escala por los nobles sin excepción. Hacia 1760-80, el paso de los talleres artesanales de la pequeña metalurgia rural a la dimensión industrial dio origen a dinastías de maestros forjadores establecidos en las regiones más favorables a la producción, donde estas familias crearon importantes ciudades industriales. El control de la producción de armamento, en una Europa azotada por las convulsiones del final del siglo XIX les aseguró poder e influencia.
Los grandes empresarios franceses llegaron a formar unos pocos grupos familiares con tendencia a formar alianzas matrimoniales entre ellos: la familia Wendel de Hayange (en Mosela); la familia André, Châtel et Perrin de Cousances-aux-Forges; Jean-Baptiste Charles Barbe de Liverdun; Dupont y Fould en Pompey (Meurthe y Mosela); los Schneider de Le Creusot (Saona y Loira); los Holzer de Unieux (Loira); los Martin de Fourchambault (Émile Martin y Pierre-Émile Martin); Claude Charles François Leblanc de Marnaval y Grenouillets en Clavières, cerca de Châteauroux; y la familia Frerejean en Pont-de-Vaux (Ain).

### Un modelo social paternalista
Las grandes ciudades industriales construidas desde cero en el siglo XIX por los maestros de forja se caracterizaban por una organización integrada que cristalizaba la jerarquía social de la empresa. Un conjunto de obras sociales destinadas al personal (viviendas, escuelas, iglesias, servicios asistenciales, comisariatos, cajas de ayuda, etc.) destinadas a estabilizar y poner al servicio de la industria un modelo social paternalista basado en el trabajo, la religión, la familia (la propia empresa se proyectaba como una gran “familia” en la que todos los miembros estaban unidos por un interés común).

### Comité des forges
Creado en 1864, el Comité des forges reunió a los principales maestros del hierro franceses, lo que les permitió ampliar su esfera de influencia en el mundo de los negocios, las finanzas y la política.